# Рене Том
Рене Фредерік Том (фр. René Frédéric Thom; 2 вересня 1923, Монбельяр, Ду, Франція — 25 жовтня 2002, Бюр-сюр-Іветт, Ессонн, Франція) — французький математик.
Закінчив Вищу нормальну школу, учень Анрі Картана.
Викладав в університетах Страсбурга і Гренобля. C 1964 працював в Інституті вищих наукових досліджень (Institut des Hautes Études Scientifiques — IHÉS).
Головні роботи Тома лежать в області алгебраїчної і диференціальної топології. Вже в дисертації, присвяченій розшарованим просторам, були закладені основні ідеї, які пізніше були розвинені Томом в теорію кобордізмів — перший природний приклад т. зв. екстраординарної теорії когомологій (тобто теорії когомологій, яка не задовільняє аксіомі розмірності Стінрода-Ейленберга: {\displaystyle H^{n}(*)=0\ } при {\displaystyle \ n\neq 0,\ } де {\displaystyle *} — одноточковий простір). За створення теорії кобордізмів Том в 1958 отримав Філдсівську премію.
Том також займався теорією особливостей, де створив найвідоміший її розділ — теорію катастроф, найбільш відому широкому загалу за популярними книгами і яку Том намагався застосувати до різних питань — від лінгвістики до пояснення форми квіток. Втім, на відміну від своїх послідовників (К. Зімана та інших), Том значно обережніший у своїх припущеннях.

## Наукові праці
- Том Р. Математические модели морфогенеза. — Ижевск : РХД, 2005. — 136 с.
- Том Р. Структурная устойчивость и морфогенез. — М. : Логос, 2002. — 288 с.